# Colombia Diversa
Colombia Diversa es una organización no gubernamental colombiana, que trabaja en favor del bienestar y reconocimiento legal y social de la comunidad LGBT (Lesbianas, Gays, Bisexuales y Transgeneristas) de Colombia.

## Historia
Colombia Diversa nació en el 2004, cuando un grupo de personas, miembros de la comunidad LGBT y encabezado por Marcela Sánchez Buitrago, se proponen conformar una organización con el fin de trabajar por el reconocimiento tanto a nivel social como a nivel jurídico de los derechos, deberes y espacios de la comunidad LGBT de Colombia.

## Actividades
Colombia Diversa ha llevado a cabo diversas actividades en pro de la población LGBT de Colombia, tanto a nivel social como a nivel jurídico, entre las que se encuentran: 
- Acompañamiento y apoyo en los proyectos de ley presentados ante el Congreso de la República de Colombia que buscaban la extensión de las normas legales sobre uniones maritales a las parejas homosexuales,

- La instauración de recursos legales ante la Corte Constitucional de Colombia que dieron como resultado la equiparación de derechos a las parejas del mismo sexo, de la misma forma que se contemplan para las parejas heterosexuales.

- Realización de Informes de Derechos Humanos que presentan la situación de la población LGBT en Colombia.

- Campañas de información y sensibilización sobre la comunidad LGBT.

- Eventos, tales como las fiestas Sungay en Bogotá.

## Reconocimientos y distinciones
Colombia Diversa ha sido reconocida nacional e internacionalmente por su trabajo en defensa y promoción de los derechos humanos de lesbianas, gay, bisexuales y transgeneristas en Colombia. 
Colombia Diversa ha sido galardonada dos veces en la Gala por la No Homofobia, en las versiones de 2006 y 2009. En este último año, la organización fue escogida, por la Universidad Javeriana y su facultad de Ciencias Políticas, como una de las 25 prácticas innovadoras en participación política y ciudadana. Este reconocimiento se dio por su trabajo en la “investigación para la incidencia política en Derechos Humanos de Lesbianas, Gays, Bisexuales y Transgeneristas en Colombia (2007-2008)”. 
Así mismo, Colombia Diversa fue destacada como uno de los veinte principales ejemplos sobre la promoción de los derechos humanos LGBT, en el mundo. El reconocimiento se llevó a cabo en el Segundo Congreso Internacional de Derechos Humanos LGBT, que tuvo lugar en Copenhague, Dinamarca, del 27 al 29 de julio de 2009. Este evento antecedió los World Outgames. 
La Comisión Internacional de Derechos Humanos para Gays y Lesbianas (IGLHRC), destacó a Colombia Diversa como la merecedora del reconocido Premio Felipa 2010. La ceremonia de homenaje se llevará a cabo en las ciudades de Nueva York y San Francisco, en marzo de 2010. También la organización fue reconocida por la Universidad Javeriana por sus prácticas innovadoras y con el premio "sociedad para todos" por sus procesos de comunicación y derechos de la comunidad LGBT en Colombia. 
En 2011, la directora ejecutiva de Colombia Diversa Marcela Sánchez Buitrago, fue seleccionada en un grupo de los Mejores 35 líderes en Colombia. Esta distinción fue otorgada por la Revista Semana y Fundación Telefónica y contó personalidades representativas de distintas regiones, géneros, razas y actividades, cuya labor es un motor poderoso de avance social mediante el cambio positivo. Entre los escogidos al premio se encontraban figuras reconocidas del sector social, empresariado, artistas y altos miembros del Estado.